# Jota Cassiopeiae
Jota Cassiopeiae (ι  Cassiopaiae, förkortat Jota Cas, ι Cas), som är stjärnans Bayer-beteckning,  är en trippelstjärna belägen i den östra delen av stjärnbilden Cassiopeja. Den har en kombinerad skenbar magnitud på 4,53, är synlig för blotta ögat där ljusföroreningar ej förekommer. Baserat på parallaxmätning inom Hipparcosuppdraget på ca 24,6 mas, beräknas den befinna sig på ett avstånd på ca 133 ljusår (ca 41 parsek) från solen.

## Egenskaper
Primärstjärnan, Jota Cassiopeiae A, är en blå till vit stjärna i huvudserien av spektralklass A3p Sr. Stjärnan har en beräknad massa som är ca 92 gånger större än solens massa, en radie som är ca 2,3 gånger större än solens. Den utsänder från dess fotosfär ca 24 gånger mera energi än solen vid en effektiv temperatur av ca 8 400 K.
Jota Cassiopeiae är en trippelstjärna där den ljusaste delen, Cassiopeiae A, innehåller en vit stjärna i huvudserien av spektraltyp A med en genomsnittlig skenbar magnitud på +4,61. Den primära komponenten är en snäv dubbelstjärna där de två stjärnorna upplösts genom adaptiv optik. Dessa betecknas Aa och Ab. Den en är en roterande variabel av Alfa2 Canum Venaticorum-typ (ACV). Stjärnan varierar mellan magnitud +4,45 och 4,53 med en period av 1,7405 dygn. Följeslagaren är en stjärna av spektraltyp G med en massa av endast 0,69 solmassor, med en omloppsperiod på ca 50 år.
En andra följeslagare, Cassiaopeiae B, är en gulvit stjärna i huvudserien av spektraltyp F med en skenbar magnitud av +6,87 och med en omloppsperiod på ca 620 år runt Cassiaopeia A. 
Den tredje astrometriska komponenten, Cassiopeiae C, är en annan dubbelstjärna som Cassiopeiae A. Den består av två stjärnor av spektraltyp K respektive M. Den kretsar med en separation på 7 bågsekunder från AB-primären.